# Ludwig Dürr
Ludwig Dürr (ur. 4 czerwca 1878 w Stuttgarcie, zm. 1 stycznia 1956 we Friedrichshafen) – doktor inżynier, główny konstruktor Luftschiffbau Zeppelin GmbH, od 1913 roku dyrektor techniczny spółki.
Ludwig Dürr po ukończeniu szkoły mechanicznej wstąpił do Königliche Baugewerkschule Angeschlossene Höhere Maschinenbauschule w Stuttgarcie. Po odbyciu służby w Kaiserliche Marine od 1900 roku rozpoczął pracę dla hrabiego Ferdinanda von Zeppelina we Friedrichshafen – objął stanowisko głównego konstruktora w przedsiębiorstwie Zeppelina po tym, jak pierwszy główny konstruktor firmy (twórca sterowca LZ1), inż. Kübler, odmówił lotu skonstruowaną przez siebie maszyną. Dr Dürr pracował przy konstrukcji wszystkich następnych sterowców (od LZ2 – numer fabryczny 2 – do nieukończonego LZ131 – numer fabryczny 121) wyprodukowanych w zakładach sterowcowych Zeppelina do momentu ich rozwiązania w 1945 roku (ponadto zasiadał za sterami zeppelinów od LZ3 do LZ7 Deutschland). Udoskonalił również technologię wytwarzania duraluminium. Za swoje osiągnięcia (budowę olbrzymich statków latających: LZ 126 USS Los Angeles, LZ 127 Graf Zeppelin, LZ 129 Hindenburg i LZ 130 Graf Zeppelin II) otrzymał wiele odznaczeń, orderów, honorowych doktoratów i obywatelstw. W 1923 roku poślubił Lydię Beck, z którą miał czworo dzieci.
Jego imieniem nazwano szkołę Ludwig Dürr-Schule Friedrichshafen. W 1953 roku został odznaczony Orderem Zasługi Republiki Federalnej Niemiec.